# Hashima (stad)
Hashima (Japans: 羽島市, Hashima-shi) is een stad in de prefectuur Gifu op het eiland Honshu in Japan. De stad heeft een oppervlakte van 53,64 km² en eind 2008 ruim 67.000 inwoners. De rivieren Nagara en Kizo stromen door/langs de stad.

## Geschiedenis
Op 1 april 1954 werd Hashima een stad (shi) na samenvoeging van 8 dorpen en één gemeente.

## Verkeer
Hashima ligt aan de Tokaido Shinkansen van de Central Japan Railway Company, en de Takehana-lijn en de Hashima-lijn van de Nagoya Spoorwegmaatschappij.
Hashima ligt aan de Meishin-autosnelweg.

## Aangrenzende steden
- Gifu
- Ichinomiya
- Inazawa
- Kaizu
- Ōgaki